# Pierre Costantini

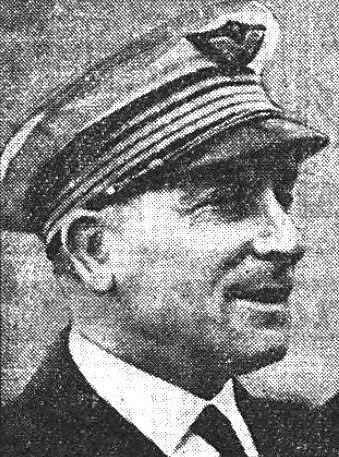
Fotografiado hacia 1941

Pierre Costantini (1889-1986) fue un militar y escritor francés, colaboracionista con la Alemania nazi durante la Segunda Guerra Mundial.

## Biografía
Nacido el 16 de febrero de 1889 en la ciudad corsa de Sartène, combatió como piloto durante la Primera Guerra Mundial. donde quedó inválido. Ferviente admirador de la figura de Napoleón Bonaparte escribió una obra sobre él: La grande pensée de Bonaparte. Fue junto a Jean Troupeau-Housay fundador de la llamada «Liga Francesa de Purificación, Ayuda Mutua y Colaboración Europea» en septiembre de 1940. Fundó junto a, entre otros, Jacques Doriot (líder del Partido Popular Francés), Marcel Déat, Eugène Deloncle, Jean Boissel y Pierre Clementi la llamada «Legión de Voluntarios Franceses contra el Bolchevismo» (LVF), un grupo colaboracionista fundado en el verano de 1941, descrito como «antirrepublicano, antiparlamentario, vulgarmente antisemita, y sobre todo ferozmente anticomunista». Más tarde fundador en 1943 de la Unión de Periodistas Antimasones, huyó a Sigmaringa en 1944. Falleció en Migliacciaro (departamento de Alta Córcega) el 30 de junio de 1986.

## Obras
- — (1941). La grande pensée de Bonaparte. París: Baudinière.[7]